# کیوکوته
کیوکوته (به لهستانی:  Kiełkuty) یک روستا در لهستان است که در گمینا ماودته واقع شده‌است.